# Рашевський Сергій Олександрович (футболіст, Росія)
Сергій Олександрович Рашевський (рос. Сергей Александрович Рашевский; нар. 13 червня 1980, Волгоград, Росія) — російський футболіст, півзахисник.

## Життєпис
Навчався у спортивному класі Кіровського району Волгограда. Звідти зарахований до інтернату «Ротора». Грав у другій команді "Ротор-2". 2001 року дебютував в основному складі волгоградців. Надалі перемежував ігри за основний склад іграми за дубль. 13 жовтня 2002 року випадково поранений під час бандитської перестрілки. Футболіст отримав поранення в поперек та руку. Після цього грав переважно за дубль. Після вильоту «Ротора» до Другого дивізіону перейшов до «Уралу». У його складі так і не заграв й вирушив в оренду в іркутську «Зірку» та «Содовик». У 2007 році перейшов до «Балтики», став одним з основних гравців клубу. У грудні термін контракту минув, і Рашевський вирішив його не продовжувати та перейшов до «Волги». У складі «Волги» відзначився вирішальним голом «Газовику», який дозволив клубу вийти до Першого дивізіону. У сезоні 2010 року зіграв у 22 матчах та відзначився голом у воротах «Краснодару».
7 лютого 2011 року підписав контракт терміном на 2,5 роки із «Уралом». У лютому 2012 року підписав контракт із «Ротором».
З лютого 2014 року виступав за клуб ФНЛ Росії «Єнісей» (Красноярськ).
У 2015 році розпочав тренерську кар'єру. Заснував «Академію чемпіонів» — дитячу футбольну школу, в якій є керівником та головним тренером.
2019 року став футбольним тренером команди «Ротор».

## Досягнення
«Волга» (Нижній Новгород)
- Другий дивізіон Росії (зона «Урал-Поволжжя»)
  -  Чемпіон (1): 2008

«Урал»
- Кубок ФНЛ
  -  Володар (1): 2012

«Промінь-Енергія»
- Другий дивізіон Росії (зона «Схід»)
  -  Чемпіон (1): 2012/13